# Cross di Alà dei Sardi
Il Cross di Alà dei Sardi, dal 1973 al 2012 Trofeo Alasport e dal 2016 noto come Memorial Elisa Migliore, è una gara di corsa campestre che si svolge ad Alà dei Sardi, comune di circa 1 900 abitanti in Provincia di Sassari, tra i mesi di febbraio e marzo, organizzata dalla Associazione Sportiva Alasport e dagli Amici di Elisa.
È considerato un appuntamento di rilievo per gli appassionati di cross maschile e femminile, vi partecipano infatti i campioni più conosciuti della specialità.

## Storia
La manifestazione è nata nel 1973 ad Alà dei Sardi come Trofeo Alasport per iniziativa del prof. Antonello Baltolu, archeologo e insegnante di lettere alle scuole medie del paese, che aveva fondato l’omonima società sportiva tre anni prima: la prima edizione si tenne il 25 marzo di quello stesso anno. Nel 1986, su iniziativa dell’allora Capo dello Stato Francesco Cossiga, alla dicitura ufficiale si è aggiunta quella di Trofeo Presidente della Repubblica, che sarà presente fino all’ultima edizione della manifestazione.
Negli anni è divenuto un appuntamento crossistico prima di livello nazionale, ospitando atleti come Gabriella Dorio, Gelindo Bordin, Agnese Possamai, Venanzio Ortis, Salvatore Antibo, Francesco Panetta, Franco Fava, Margherita Gargano, Cristina Tomasini, poi uno dei più importanti appuntamenti internazionali di atletica leggera, con la partecipazione di campioni olimpici come Haile Gebrselassie, Kenenisa Bekele, Bronisław Malinowski (atleta), J.Ngugi, Khalid Skah ed i primatisti del mondo Arturo Barrios, Salah Hissou, Tegla Loroupe, Paul Tergat.
Interrotta dal 2005 al 2007 per difficoltà finanziarie, nel 2008 è stata nuovamente inserita nel calendario agonistico internazionale ed ha visto l’affermazione di Tariku Bekele.
Per molti anni fu una delle manifestazioni sportive più importanti del mondo: secondo un noto sito dedicato alle statistiche delle varie competizioni sportive internazionali, nella categoria della corsa campestre, tolte le edizioni dei Campionati Mondiali IAAF (e neanche tutte), il Trofeo Alasport, in particolar modo l’edizione del 1993, si classifica al secondo posto per importanza, preceduta solo dall’edizione 1991 della Cinque Mulini di San Vittore Olona. La gara sarda precede manifestazioni come i Campionati 2003 del Kenia, il Cross di Edimburgo 2008, il giapponese Chiba 1981, il cross Italica di Siviglia del 1994 e lo Zamudio di Bilbao 1991. Ancora più distanziato il Cross del Campaccio di San Giorgio su Legnano, edizione 2000, classificato al 47º posto in classifica generale.
Alla manifestazione, nel corso delle 36 edizioni disputatesi, hanno preso parte 14 campioni olimpici, 32 campioni del mondo, 15 campioni d'Europa e 15 primatisti mondiali. Gli sterrati prima, i sentieri boscosi del nuovo percorso poi, hanno offerto duelli e competizioni di miti del mezzofondo mondiale di tutti i tempi.
Quella del 2012 fu l'ultima edizione: l'anno successivo infatti, per mancanza di fondi, fu deciso di non organizzare più l'evento a livello internazionale.
Nel 2016 la nuova gestione societaria dell'Alasport, affidata ad Antonio Cocco e Alberto Contu, entrambi a loro tempo vincitori di parecchi titoli regionali e nazionali, ha provato a ripartire con una manifestazione di livello regionale: a partire da quell’anno la gara si svolge in memoria di Elisa Migliore, atleta locale con importanti risultati a livello nazionale deceduta a 32 anni a causa di un male incurabile.
Nel 2020 la manifestazione ritorna ad essere inserita nel Calendario Nazionale della Fidal di livello Bronze.
Nel 2024 la manifestazione viene inserita nel calendario della World Athletics e ha visto la partecipazione di due vice campioni olimpici, Nadia Battocletti e Berihu Aregawi.

## Albo d’oro

### Vincitori del Trofeo Alasport

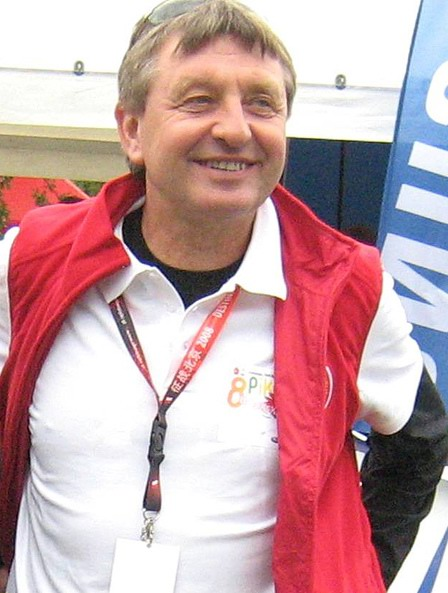
Bogusław Mamiński, due volte vincitore.

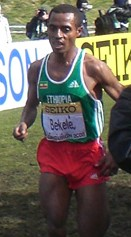
Kenenisa Bekele vinse nel 2003 dopo aver vinto un doppio World Cross Country.

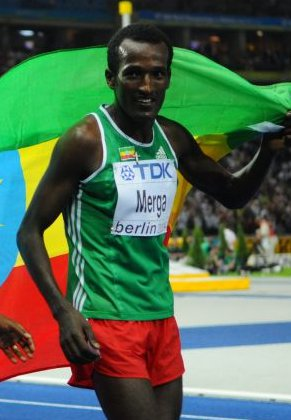
Imane Merga vinse nel 2011 pochi giorni dopo essere diventato il campione mondiale.

| Edizione                                | Anno | Vincitore                  | Tempo (m:s)                | Vincitrice                 | Tempo (m:s)                |
| --------------------------------------- | ---- | -------------------------- | -------------------------- | -------------------------- | -------------------------- |
| 1º                                      | 1973 | Vincenzo Chessa            | ?                          | Caterina Corrò             | ?                          |
| 2º                                      | 1974 | Giovanni Flore             | ?                          | Luisa Marci                | ?                          |
| 3º                                      | 1975 | Luigi Zarcone              | ?                          | Margherita Gargano         | ?                          |
| 4º                                      | 1976 | John Bicourt               | ?                          | Cristina Tomasini          | ?                          |
| 5º                                      | 1977 | Luigi Zarcone              | ?                          | Margherita Gargano         | ?                          |
| 6º                                      | 1978 | Franco Fava                | 30:55.4                    | Margherita Gargano         | 11:17.7                    |
| 7º                                      | 1979 | Bronisław Malinowski       | 31:02.0                    | Gabriella Dorio            | 11:05.4                    |
| —                                       | 1980 | Gara non tenutasi nel 1980 | Gara non tenutasi nel 1980 | Gara non tenutasi nel 1980 | Gara non tenutasi nel 1980 |
| 8º                                      | 1981 | Bogusław Mamiński          | 29:55.3                    | Cristina Tomasini          | 11:10.4                    |
| 9º                                      | 1982 | Venanzio Ortis             | ?                          | Cristina Tomasini          | ?                          |
| 10º                                     | 1983 | Léon Schots                | 32:14.1                    | Cristina Tomasini          | 11:54.1                    |
| 11º                                     | 1984 | Jerry Helm                 | 34:14.8                    | Alba Milana                | 15:07.0                    |
| 12º                                     | 1985 | Bogusław Psujek            | ?                          | Kathy Carter-Binns         | ?                          |
| 13º                                     | 1986 | Bogusław Mamiński          | ?                          | Cristina Tomasini          | ?                          |
| 14º                                     | 1987 | Franco Boffi               | ?                          | Jane Shields               | ?                          |
| 15º                                     | 1988 | Eamonn Martin              | 32:44.9                    | Angela Tooby               | 14:43.5                    |
| 16º                                     | 1989 | Gary Staines               | 32:37.1                    | Yvonne Murray              | 14:23.0                    |
| 17º                                     | 1990 | Francesco Panetta          | 31:15                      | Jeanne-Marie Pipoz         | 13:45                      |
| 18º                                     | 1991 | Arturo Barrios             | 31:15.0                    | Susan Sirma                | 13:33.5                    |
| 19º                                     | 1992 | John Ngugi                 | 30:43.7                    | Susan Sirma                | 13:48.7                    |
| 20º                                     | 1993 | Fita Bayisa                | 30:24.9                    | Rosanna Munerotto          | 16:58.1                    |
| 21º                                     | 1994 | Salah Hissou               | 30:23.7                    | Albertina Dias             | 17:26.6                    |
| 22º                                     | 1995 | Fita Bayisa                | 30:28                      | Albertina Dias             | 17:18                      |
| 23º                                     | 1996 | Khalid Skah                | 32:26                      | Lidia Camberg              | 18:38                      |
| 24º                                     | 1997 | Salah Hissou               | 30:57.8                    | Tegla Loroupe              | 17:23.4                    |
| 25º                                     | 1998 | Paul Tergat                | 32:25                      | Jackline Maranga           | 18:14                      |
| 26º                                     | 1999 | Paul Kosgei                | 30:39                      | Sarah Kavina               | 18:02                      |
| 27º                                     | 2000 | Paul Kosgei                | 30:19.6                    | Merima Denboba             | 17:11.2                    |
| 28º                                     | 2001 | Paul Kosgei                | 31:36.8                    | Gete Wami                  | 17:13.2                    |
| 29º                                     | 2002 | Richard Limo               | 29:53.1                    | Merima Denboba             | 16:53.2                    |
| 30º                                     | 2003 | Kenenisa Bekele            | 31:55.9                    | Merima Denboba             | 18:22.0                    |
| 31º                                     | 2004 | Eliud Kipchoge             | 31:57                      | Meselech Melkamu           | 18:03                      |
| Gara non tenutasi fra il 2005 e il 2007 |      |                            |                            |                            |                            |
| 32º                                     | 2008 | Tariku Bekele              | 32:05                      | Mestawet Tufa              | 17:49                      |
| 33º                                     | 2009 | Moses Mosop                | 31:59.4                    | Florence Kiplagat          | 17:33.5                    |
| 34º                                     | 2010 | Zersenay Tadese            | 31:38                      | Sule Utura                 | 18:03                      |
| 35º                                     | 2011 | Imane Merga                | 32:11                      | Sylvia Kibet               | 18:02                      |
| 36°                                     | 2012 | John Kipkoech              | 32:11.1                    | Priscah Jepleting Cherono  | 17:56.6                    |

| Manifestazione non tenutasi fra il 2013 e il 2015 |
| ------------------------------------------------- |

### Vincitori del Memorial Elisa Migliore

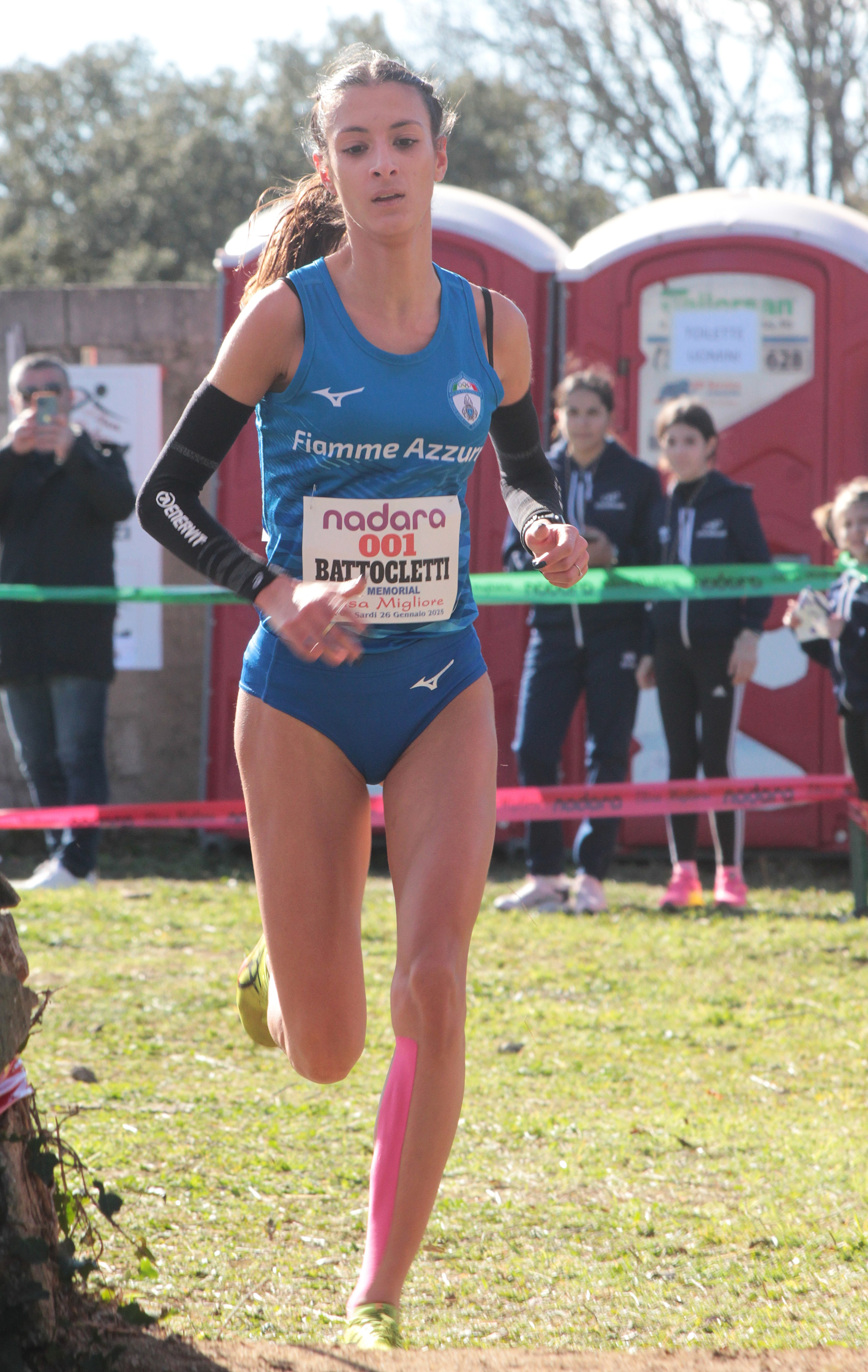
Nadia Battocletti ha vinto l'edizione 2025 nella gara femminile

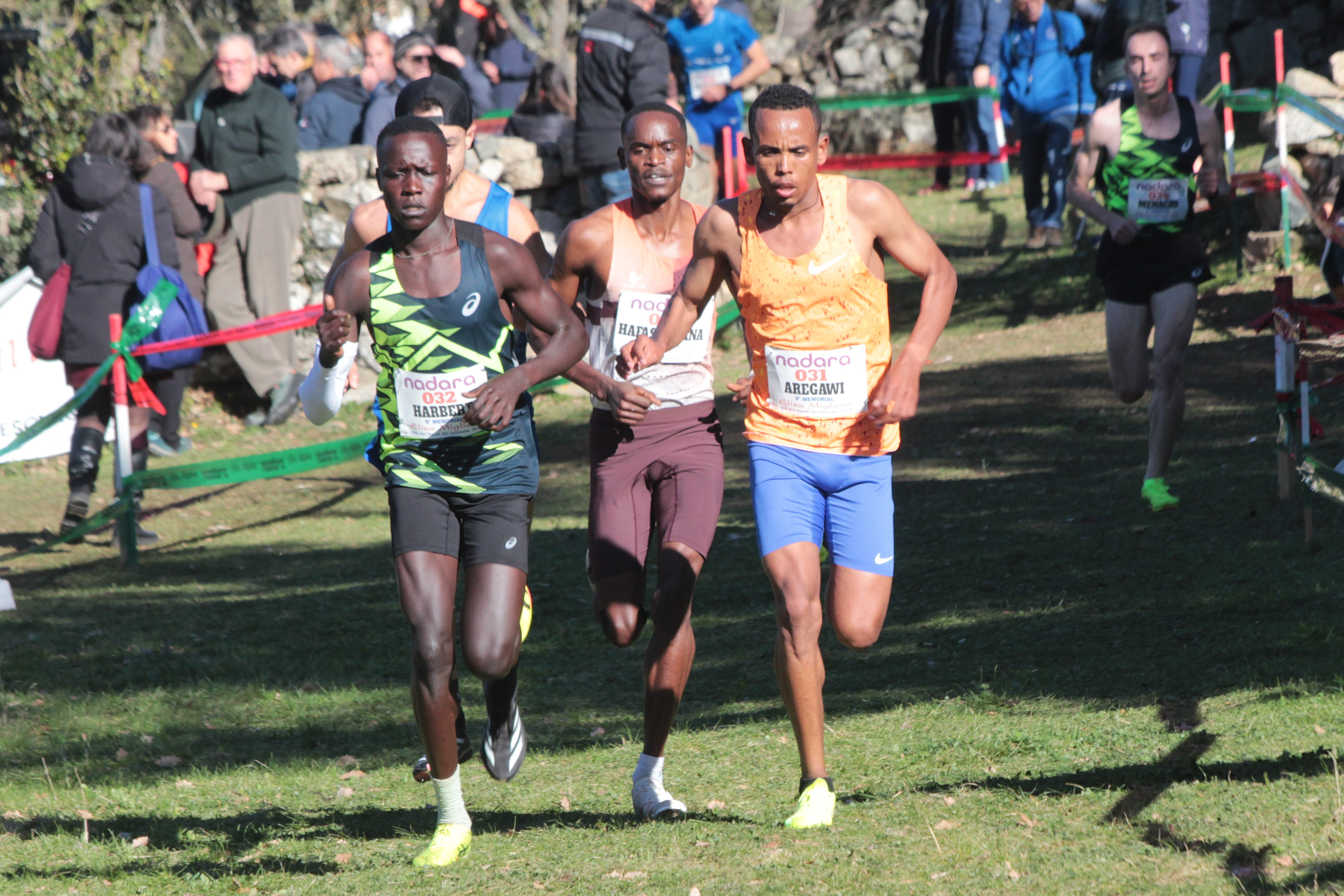
Foto dell'edizione 2025 con il vincitore maschile Berihu Aregawi

| Edizione | Anno | Vincitore                                             | Tempo (m:s)                                           | Vincitrice                                            | Tempo (m:s)                                           | Tipo di Manifestazione                                       |
| -------- | ---- | ----------------------------------------------------- | ----------------------------------------------------- | ----------------------------------------------------- | ----------------------------------------------------- | ------------------------------------------------------------ |
| 1°       | 2016 | Valeriano Vigliotta                                   | ?                                                     | Alice Rita Cocco                                      | ?                                                     | Regionale 10 km U - 8 km D                                   |
| 2°       | 2017 | Oualid Abdelkader                                     | ?                                                     | Alice Rita Cocco                                      | ?                                                     | Regionale 4 km U - 4 km D                                    |
| 3°       | 2018 | Gabriele Motzo                                        | ?                                                     | Elena Schintu                                         | ?                                                     | Regionale Open 10 km U - 8 km D                              |
| 4º       | 2019 | Salvatore Mei                                         | ?                                                     | Alice Rita Cocco                                      | ?                                                     | Nazionale 5 km U - 4 km D Incontro per Rappresentative       |
| 5º       | 2020 | Salvatore Mei                                         | ?                                                     | Manuela Manca                                         | ?                                                     | Nazionale 5 km U - 4 km D Incontro per Rappresentative       |
| -        | 2021 | Gara non disputata a causa della pandemia di COVID-19 | Gara non disputata a causa della pandemia di COVID-19 | Gara non disputata a causa della pandemia di COVID-19 | Gara non disputata a causa della pandemia di COVID-19 | Gara non disputata a causa della pandemia di COVID-19        |
| 6º       | 2022 | Iliass Aouani                                         | 29:47.5                                               | Klara Lukan                                           | 20:42.2                                               | Internazionale 10 km U - 6 km D Incontro per Rappresentative |
| 7º       | 2023 | Oscar Chelimo                                         | 32:27.0                                               | Lucy Mawia Muli                                       | 27:53.0                                               | Internazionale 10 km U - 8 km D Incontro per Rappresentative |
| 8º       | 2024 | Celestin Ndikumana                                    | 30:22.0                                               | Maria Forero Perez                                    | 20:20.0                                               | Internazionale 10 km U - 6 km D Incontro per Rappresentative |
| 9º       | 2025 | Berihu Aregawi                                        | 29:46.0                                               | Nadia Battocletti                                     | 20:17.0                                               | Internazionale 10 km U - 6 km D Incontro per Rappresentative |

## Statistiche

### Plurivincitori

#### Uomini
| Pos. | Uomini                                                      | Vittorie Trofeo Alasport | Vittorie Memorial Migliore |
| ---- | ----------------------------------------------------------- | ------------------------ | -------------------------- |
| 1    | Paul Kosgei                                                 | 3                        | 0                          |
| 2    | Luigi Zarcone Bronisław Malinowski Fita Bayisa Salah Hissou | 2                        | 0                          |
| 6    | Alain Cavagna                                               | 0                        | 2                          |
| 6    | Salvatore Mei                                               | 0                        | 2                          |

#### Donne
| Pos. | Donne                                      | Vittorie Trofeo Alasport | Vittorie Memorial Migliore |
| ---- | ------------------------------------------ | ------------------------ | -------------------------- |
| 1    | Cristina Tomasini                          | 5                        | 0                          |
| 2    | Margherita Gargano                         | 3                        | 0                          |
| 2    | Alice Rita Cocco                           | 0                        | 3                          |
| 3    | Susan Sisma Albertina Sisma Merima Denboba | 2                        | 0                          |

### Vittorie per nazione

#### Uomini
| Pos. | Uomini      | Vittorie Trofeo Alasport | Vittorie Memorial Migliore | Vittorie Totali |
| ---- | ----------- | ------------------------ | -------------------------- | --------------- |
| 1    | Italia      | 8                        | 6                          | 14              |
| 2    | Kenya       | 9                        | 0                          | 9               |
| 3    | Etiopia     | 5                        | 1                          | 6               |
| 4    | Regno Unito | 4                        | 0                          | 4               |
| 4    | Polonia     | 4                        | 0                          | 4               |
| 6    | Marocco     | 3                        | 0                          | 3               |
| 7    | Eritrea     | 1                        | 0                          | 1               |
| 8    | Uganda      | 0                        | 1                          | 1               |
| 8    | Burundi     | 0                        | 1                          | 1               |

#### Donne
| Pos. | Donne       | Vittorie Trofeo Alasport | Vittorie Memorial Migliore | Vittorie Totali |
| ---- | ----------- | ------------------------ | -------------------------- | --------------- |
| 1    | Italia      | 13                       | 6                          | 19              |
| 2    | Kenya       | 8                        | 1                          | 9               |
| 3    | Etiopia     | 7                        | 0                          | 7               |
| 4    | Regno Unito | 4                        | 0                          | 4               |
| 5    | Portogallo  | 2                        | 0                          | 2               |
| 6    | Polonia     | 1                        | 0                          | 1               |
| 6    | Tanzania    | 1                        | 0                          | 1               |
| 8    | Slovenia    | 0                        | 1                          | 1               |
| 8    | Spagna      | 0                        | 1                          | 1               |